# La Virgen con el Niño en el trono
La Virgen con el Niño en el trono con los santos Miguel, Bernardino de Siena, Clara y Esteban, con dos ángeles arriba, quienes sostienen una corona con flores es una pintura del artista Italiano Macrino D'Alba, elaborada cerca de 1507 en óleo, temple y oro sobre lienzo, trasladado de un panel con moldura superior. Sus medidas son de 220 x 140.7, y con marco 226.5 x 147.2 x 5.6 cm.

## Análisis de la obra
La Virgen María se encuentra en el centro de la pintura sentada en un trono; el Niño Jesús se encuentra dormido sobre su regazo. A la derecha de la pintura se encuentra San Miguel Arcángel tomando una balanza, la cual es alada por un demonio. A su lado se encuentra el predicador Bernardino, identificado por la Biblia que porta en sus manos. Del lado izquierdo se encuentran Santa Clara de Asís que porta una custodia en su mano derecha; a su lado se encuentra San Esteban, primer diácono de la Iglesia, el cual porta una palma del martirio y un libro con dos piedras sobre el.
En la parte superior se encuentran dos Ángeles con regio oro y con tres lirios cada uno, que a su vez soportan una corona sobre María, como indicio de que ella es la Reina del Cielo.

## Historia del cuadro
Se cree que posiblemente la obra fue un encargo de la familia Verri, condes de Bosia, para un altar dedicado a San Bernardino de Siena en el Templo de San Francisco de Asís en Alba; aunque investigadores como Eduardo Villata sostuvieron que la presencia de Santa Clara en la pintura se debió a que el cuadro fue pensado para ser colocado en el templo dedicado a la Santa. 
No hay registros de cuándo la pieza fue movida de su sitio original, sin embargo en 1871, Henry Cabot Lodge la adquirió en Italia y se la obsequió a su esposa Ana Cabot Mills Davis como regalo de bodas. Posteriormente fue adquirida por el Museo Soumaya.